# MAMOR
『MAMOR』（マモル）は、扶桑社が発刊する月刊の防衛省・自衛隊の広報誌（後述）である。2006年11月30日、創刊準備号として発売。2007年1月21日創刊。毎月21日（21日が日曜日の場合は、20日）発売。キャッチコピーは、「国民とともに防衛を考える情報誌」。題名は「守る」「護る」から。

## 概要
2005年、扶桑社が出版不況対策として、社内に新設したカスタム出版部が、防衛省と契約して制作を請け負っており、純粋な広報誌や一般向け雑誌の中間（準広報誌）として扱われることが多い。しかし制作費は全て扶桑社が出し、防衛省が一定の部数を買い上げる方式であり、扶桑社の見解は「オフィシャルな広報誌」「専門誌」である。
発案者で初代編集長の高久裕は、『SPA!』や『ESSE』などの一般向け雑誌を担当しており、軍事や自衛隊には全く興味がなかったが、官庁相手なら長期契約が見込めるという経営的な面と、『SPA!』の副編集長時代に自衛隊特集を組んだ際、広報担当者の「柔らかいPRが必要」という言葉が頭に残っていたため、自ら防衛庁（当時）企画を持ち込んだ。当時は防衛庁側でも随意契約の見直しや広報誌の民間委託を検討しており、他社との競争入札を経て契約となった。
なお、旧防衛庁は創刊したこの年の4月に、省に改組昇格し「防衛省」となっている。

## 特徴
防衛省は休刊した広報誌『セキュリタリアン』（財団法人防衛弘済会発刊）の後継として扱っており、編集協力をしている。

### 編集方針
創刊当初から軍事マニアではなく一般向けを意識しており、コラムなども「メジャー感」を出すため自衛隊とは関係のない者に依頼している。またこれまでの広報誌は特殊な装備の紹介や防衛政策などに記事が多かったが、MAMORでは自衛官に焦点を当てている。
あくまで広報が目的であり、志願者募集などのリクルート活動は目的としていない。

### 特徴的な企画
- 一般読者向けの企画としてはこの他好きな装備のアンケートがあり、1位は90式戦車だった[4]。
- 2009年8月号では現役自衛官へのアンケート調査結果を公開し、「生まれ変わっても自衛官になりますか?」という設問に回答者の7割が「ならない」と回答した。際どい内容であったため『J-CAST』でも取り上げられている。なお、理由としては社会的地位の低さを指摘する回答が多く、他になりたい職業としては医療職や警察官など公的で安定志向の職業が上位に入っている。江畑謙介はこの結果を「妥当」と評した[5]。
- 2009年11月号では編集部の発案で独身自衛官向けの婚活企画を掲載した[6]。この企画の反響が大きかったため、2010年2月号から連載化された[3]。
- 2011年7月にはファミリーマートとのコラボレーション企画で「オリジナル自衛隊グッズブランド」としてTシャツを発売した[7]。翌8月には第2弾企画としてオリジナルミリタリーバッグを発売した[8]。

## 主な内容
表紙
当初は自衛隊の装備だけを映していたが、後にカバーガール“防人たちの女神”に変更した。
Monthly Venus 防人たちの女神
創刊準備号から続いている巻頭グラビア。女性アイドル（後述のように例外あり）が自衛官の制服を着用し、自衛隊の施設で装備品と共に撮影。表紙は常に敬礼をするポーズ。
着用する制服の階級は3尉に固定されているが、陸海空や職種、礼装や迷彩服などの種類は特集記事の内容と連動することもあり不定である。
特集
今日の日本・国際社会が抱える防衛・安全保障問題、及び、それに対する防衛省・自衛隊の取り組みについての情報を、自衛隊員・軍事専門家のインタビュー・寄稿を交えて発信する。
ミリ・レポ
自衛隊の部隊勤務の様子をレポート。
ミリ・レポ番外編 ○○ふ〜ど記
ミリ・レポで取り上げた部隊が所属するところなどの駐屯地・基地周辺の飲食店を紹介（○○には駐屯地・基地の所在地が入る）。
ちょっと「ツウ」なニュースの読み方
軍事評論家による、軍事・安全保障関連ニュースの解説（2007年5月号〜）。
隊員食堂
旧陸・海軍のレシピを忠実に再現し、当時の雰囲気を舌で味わう、料理のコーナー。
マモルの婚活
自衛官の婚活をテーマにした連載。実際に婚約が成立したケースもあるという。男性だけでなく女性自衛官も登場する
Gallery Arms
自衛隊の装備品をカラー写真で紹介。
技本レポート
防衛省技術研究本部が現在研究・開発中の装備品をレポート。
MONTHLY GEAR
軍用衣料から生まれたファッションアイテムを紹介。
佐久間かつえ写真館　―女性自衛官を訪ねて―
写真家の佐久間かつえが、女性自衛官を取材（2007年6月号〜）。
おしえてじえい隊!
自衛隊はいつ、どんな目的でつくられたか、自衛官の階級、自衛隊への入隊、自衛官の生活について等、自衛官への直接質問による、Q&Aコーナー。
新東方見聞録
防衛白書にみる諸外国の軍事情勢を取り上げる。
軍人の系譜
防衛研究所戦史部編集。戦史に名を残した軍人たちを紹介。
AIR MAIL
世界各国で活躍する防衛駐在官が、私生活から仕事内容までをレポート。
ミリキャラ占い
占いコーナー。人の性格を「補給」「戦車」「イージス艦」「衛生」等の部隊キャラに見立てて、運勢を占う。
MAMOR情報局
防衛省・自衛隊に関わるニュース、書籍紹介「マモルの本棚」、読者のページ、イベント情報、イベントレポート、「J-Sports」、「Zoom Up」の各コーナー。
J-Sports
スポーツに取り組む自衛官を取り上げる。
Zoom Up
全国各地で活躍する自衛隊員・自衛隊にゆかりの深い人を紹介。

## 過去の連載
衛生小咄
防衛省人事教育局衛生官付による、病気・医療についての解説（創刊準備号〜2007年4月号まで）。
防衛大日記〜55期の青春

## 歴代「防人たちの女神」一覧

### 2000年代
| - 2007年 - 夏川純（3月号） - 長崎莉奈 - 佐藤江梨子 - 小町桃子 - 本仮屋ユイカ - 原幹恵 - 望月英莉加 - 浜田翔子 - 北川弘美（12月号） | - 2008年 - 小池栄子（1月号） - 矢吹春奈（2月号） - ほしのあき（3月号） - 岩佐真悠子（4月号） - 松本若菜（5月号） - 川村ゆきえ（6月号） - 和希沙也（7月号） - 里田まい（8月号） - 山崎真実（9月号） - 徳重聡（10月号） - 磯山さやか（11月号） - 小阪由佳（12月号） | - 2009年 - 高山侑子（1月号） - 高部あい（2月号） - 熊田曜子（3月号） - 森下悠里（4月号） - 福田萌（5月号） - 前田敦子（6月号） - 杉本有美（7月号） - 清水由紀（8月号） - 手島優（9月号） - 辰巳奈都子（10月号） - 次原かな（11月号） - 愛川ゆず季（12月号） |

### 2010年 – 2014年
| - 2010年 - 清水ゆう子（1月号） - 小池唯（2月号） - 西田美歩（3月号） - 大川藍（4月号） - 川村亜紀（5月号） - 上原美優（6月号） - 森下千里（7月号） - 本山華子（8月号） - 永池南津子（9月号） - 多岐川華子（10月号） - 大島麻衣（11月号） - 木口亜矢（12月号） | - 2011年 - 逢沢りな（1月号） - 大家志津香（2月号） - 石川梨華（3月号） - 渡部夕貴（5月号） - アイドリング!!!（7月号） - 河北麻友子（8月号） - 西田麻衣（9月号） - 杉原杏璃（10月号） - 鈴木あきえ（12月号） | - 2012年 - 西舘さをり（1月号） - 土屋太鳳（2月号） - 眞鍋かをり（3月号） - 渕上彩夏（4月号） - アイドリング!!!（5月号） - 丸高愛実（6月号） - 奥仲麻琴（7月号） - 水野裕子（8月号） - たかはしゆい（9月号） - 内田理央（10月号） - 内藤理沙（11月号） - 小松彩夏（12月号） | - 2013年 - 小島瑠璃子（1月号） - 今野杏南（2月号） - 岡本玲（3月号） - 伊藤優衣（4月号） - 近野成美（5月号） - 山本梓（6月号） - 松井絵里奈（7月号） - 篠崎愛（8月号） - 足立梨花（9月号） - 葉加瀬マイ（10月号） - 吉木りさ（11月号） - 渕上舞（12月号） | - 2014年 - 永井里菜（1月号） - 平野綾（2月号） - AKB48（代表で片山陽加・永尾まりや・藤江れいな）（3月号） - 紗綾（4月号） - 加藤夏希（5月号） - 中村静香（6月号） - 亜里沙（7月号） - おのののか（8月号） - 橋本マナミ（9月号） - 壇蜜（10月号） - 島崎遥香（11月号） - 上間美緒（12月号） |

### 2015年 – 2019年
| - 2015年 - 岸明日香（1月号） - 木下ひなこ（2月号） - 鈴木ちなみ（3月号） - 都丸紗也華（4月号） - 宮﨑香蓮（5月号） - 佐野ひなこ（6月号） - 小松美咲（7月号） - 山地まり（8月号） - 小西キス（9月号） - 浅田舞（10月号） - 星名美津紀（11月号） - 久松郁実（12月号） | - 2016年 - 武田梨奈（1月号） - 松井玲奈（2月号） - 柳ゆり菜（3月号） - 小間千代（4月号） - 石川恋（5月号） - 朝比奈彩（6月号） - 桜井日奈子（7月号） - 筧美和子（8月号） - 小芝風花（9月号） - 吉本実憂（10月号） - RaMu（11月号） - 鈴木咲（12月号） | - 2017年 - 片山萌美（1月号） - 柳いろは（2月号） - 稲村亜美（3月号） - 高嶋香帆（4月号） - 早乙女ゆう（5月号） - 平松可奈子（6月号） - 竹達彩奈（7月号） - 曽田茉莉江（8月号） - 川崎あや（9月号） - ほのか（10月号） - 岡田夢以（転校少女歌撃団、11月号） - 本郷杏奈（12月号） | - 2018年 - 齋藤明里（1月号） - 相良朱音（2月号） - 田中道子（3月号） - 藤木由貴（4月号） - 渡辺舞（5月号） - 大澤玲美（6月号） - 松井珠理奈（SKE48）（7月号） - 熊井友理奈（8月号） - 大幡しえり（9月号） - 松田るか（10月号） - 古賀哉子（11月号） - 是永瞳（12月号） | * 2019年 - - 小宮有紗（1月号） - ガーリー・エアフォース（2月号） - 岡崎紗絵（3月号） - 長谷川眞優（4月号） - 華村あすか（5月号） - 季葉（6月号） - 森矢カンナ（7月号） - 浅川梨奈（8月号） - 大貫彩香（9月号） - 石田桃香（10月号） - 前島亜美（11月号） - 矢島舞美（12月号） |

### 2020年 – 年
| - 2020年 - 林ゆめ（1月号） - 渡辺舞（2月号） - 鈴木奈々（3月号） - 福田愛依（4月号） - 水原ゆき（5月号） - バービー＆村上佳菜子（6月号） - 南明奈（7月号） - 鬼頭明里（8月号） - 須田亜香里（9月号） - 西野未姫（10月号） - 永尾まりや（11月号） - 佐藤美希（12月号） | - 2021年 - 神部美咲（1月号） - 團遥香（2月号） - 工藤美桜（3月号） - 大石絵理（4月号） - 羽柴なつみ（5月号） - 黒崎レイナ（6月号） - 小池里奈（7月号） - 川村那月（8月号） - 田辺桃子（9月号） - 大原梓（10月号） - くりえみ（11月号） - 小嶋花梨（12月号） | - 2022年 - 吉田あかり（1月号） - 武藤十夢（2月号） - 志田音々（3月号） - 内田理央（4月号） - 新條由芽（5月号） - 黒谷友香（6月号） - 飯窪春菜（7月号） - 南沢奈央（8月号） - 白石麻衣（9月号） - 町田啓太（10月号） - 宮本佳林（11月号） - 小林星蘭（12月号） | - 2023年 - 南里美希（1月号） - 豊島心桜（2月号） - 平井美葉（3月号） - 長月翠（4月号） - 池田朱那（5月号） - 川村文乃（6月号） - 五島百花（7月号） - 自衛隊音楽隊（鶫真衣、三宅由佳莉、森田早貴）（8月号） - 小林涼子（9月号） - 冴木柚葉（10月号） - 渡邉大輔（せいりゅう艦長、11月号） - おまねこ（12月号） | - 2024年 - 志田音々（1月号） - 小貫莉奈（2月号） - 其原有沙（3月号） - かざり（4月号） - 川名凜（5月号） - 二瓶有加（6月号） - 高崎かなみ（7月号） - 相楽伊織（8月号） - 井本彩花（9月号） - 玉田志織（10月号） - 桃月なしこ（11月号） - 西村和彦（12月号） | - 2025年 - 天翔愛（1月号） - おまねこ、ハム・チュンチュン（2月号） - 時東ぁみ（3月号） - 澄田綾乃（4月号） - 榎原依那（5月号） |